# PLATZ
PLATZ（プラッツ）は、日本のプラモデル製造メーカー。静岡県静岡市清水区に本社がある。

## 概要
2000年（平成12年）4月に創業。当初は鉄道模型から参入。レジン（合成樹脂）製のコンテナやNゲージの車体などを販売していた。2001年（平成13年）より飛行機モデルにも進出。大手プラモデルメーカーが発売していないアイテムを、レジンキャストやエッチングパーツを使った複合キットでリリース。そして2004年（平成16年）には初のプラモデルキットとなる1/144　P-51Dマスタングを発売したほか、エフトイズ・コンフェクトの日本の翼コレクションのキット版や同製品シリーズの抽選プレゼントアイテムであった、航空自衛隊機に搭載される各種ミサイルや航空機搭載用の爆弾、パイロンと言った、アクセサリーパーツも製品ラインナップに入れられている。
また、航空自衛隊機や在日アメリカ軍機と言った軍用機や旅客機のデカール、エッチングパーツなどのアフターパーツ類も多く取り扱っている。航空自衛隊機用のエッチングパーツの一部はエデュアルドからOEM供給されている。

自身のメーカーとしての活動の他に、国内のアンリミ・モデルやエフトイズなどのメーカーの発売元として、またサイバーホビー、アキュレイトミニチュア、ミニクラフトなどのプラモデルや、ドラゴンモデルズ/サイバーホビーのアクションフィギュアなどの海外メーカーの国内発売元でもある。その他、食玩やミニチュア雑貨、ジオラマキットなども扱う。